# Nicolás de Poggibonsi
Nicolás de Poggibonsi est un pèlerin franciscain italien qui visita la Terre sainte de 1346 à 1350.

## Biographie
Nicolás de Poggibonsi part de sa ville de Poggibonsi, dans la république de Sienne, en Toscane avec quelques compagnons, tout d'abord pour Venise puis Chypre, où il reste plusieurs mois au service du roi Hugues IV.
Il part ensuite pour Jaffa, et visite Jérusalem et la Palestine, se rend à Damas, et essaye d'atteindre Babylone.
Il continue son périple notamment par Beyrouth, Alexandrie et le monastère Sainte-Catherine du Sinaï. Il rentre à Venise fin 1349 après être encore passé par Tripoli et les Balkans.
Dans le récit — très détaillé — de son voyage, le Livre d'Oltramare, il laisse notamment des témoignages sur :
- La basilique de la Nativité de Bethléem en 1347[1] ;
- Kefr Kenna[2] ;
- La maison de saint Ananie à Damas[3].